# ピエール＝ジャン＝フランソワ・テュルパン

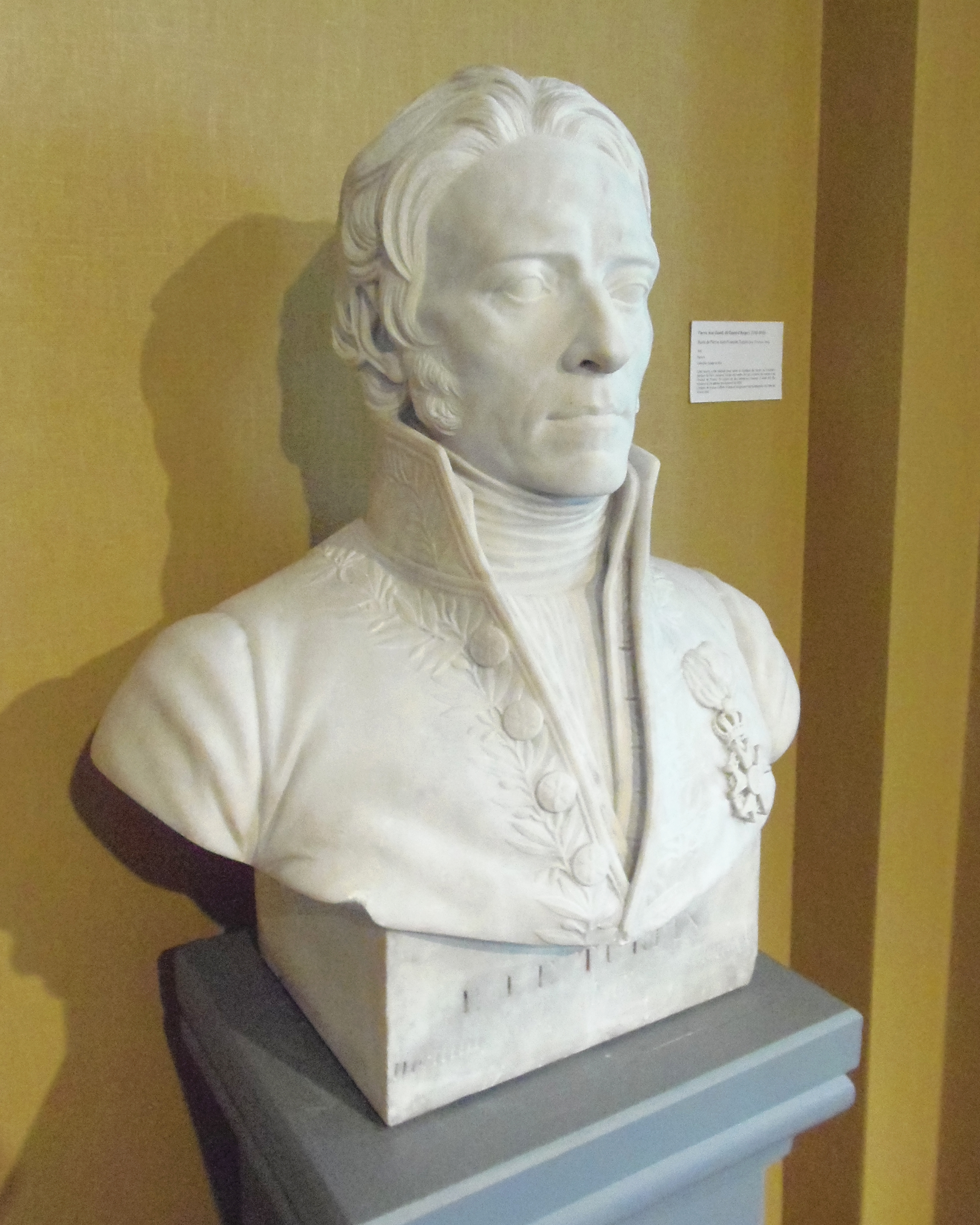
テュルパンの胸像
(作) ダヴィッド・ダンジェ

ピエール＝ジャン＝フランソワ・テュルパン（Pierre Jean François Turpin、1775年 - 1840年）は、フランスの植物学者、植物画家である。ピエール＝ジョゼフ・ルドゥーテと並んで、19世紀のフランスの最も傑出した植物画家である。
1794年にフランス軍人としてハイチに駐留している時に、植物学者のピエール・アントワーヌ・ポワトーと知り合った。ポワトーから植物学を学び、野外で植物の写生を行った。これらの資料はフランスに戻った後のポワトーとテュルパンの研究に役立ち、ハイチの800の種類の植物の記載を行った。
テュルパンの他、多くの博物学者の著作の図版も制作した。テュルパンが図版を作成した博物書には以下のようなものがある。
- ジュール・ポール・バンジャマン・ドゥルセール（Jules Paul Benjamin Delessert）の"Icones selectae plantarum"
- アンリ＝ルイ・デュアメル・デュ・モンソー（Henri Louis Duhamel du Monceau）の"Traité des arbres fruitiers"のポワトーによる改訂版
- フンボルトとエメ・ボンプランの"Plantes Equinoxales" （1808）
- ポワレ(Jean Louis Marie Poiret)の Leçons de flore: Cours complet de botanique (1819-1820)
- ショームトン(François-Pierre Chaumeton)の『薬用植物図譜』"Flore médicale"

## テュルパンの植物画

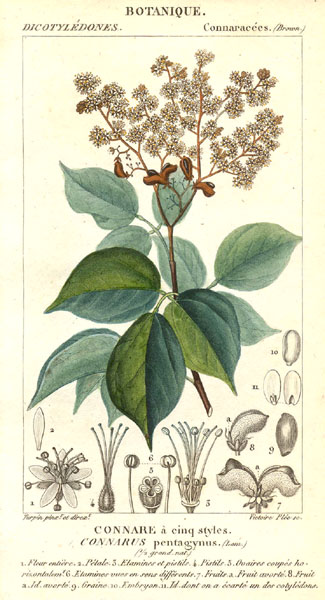
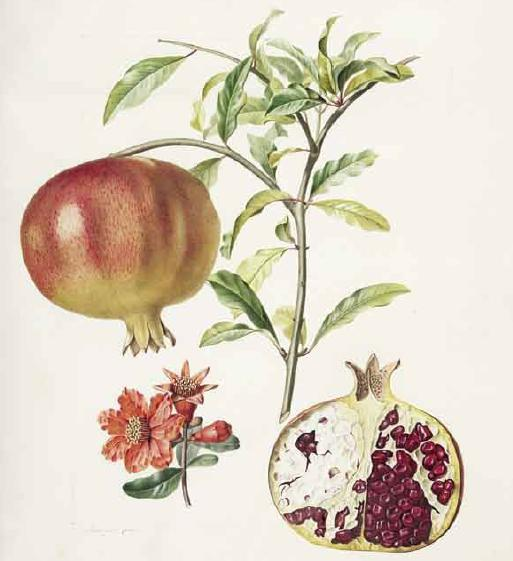
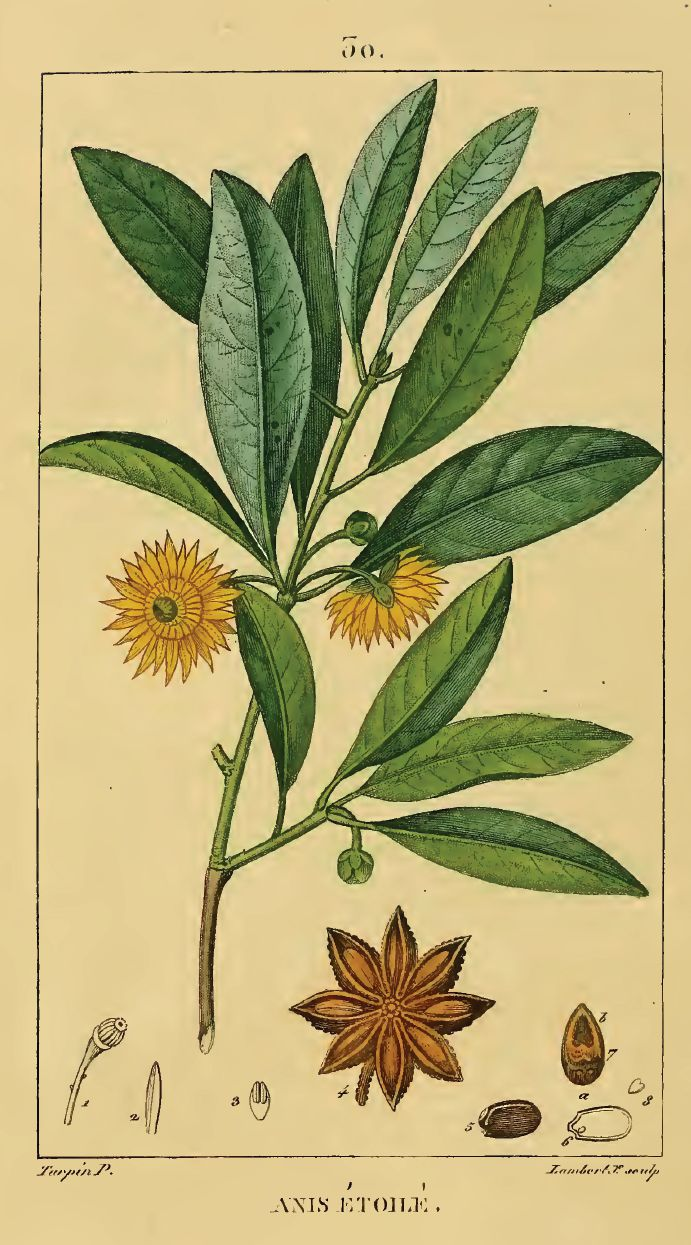
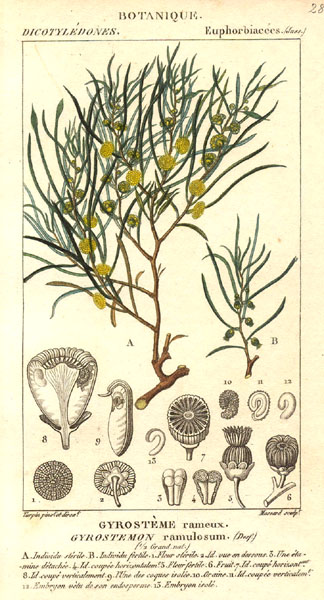
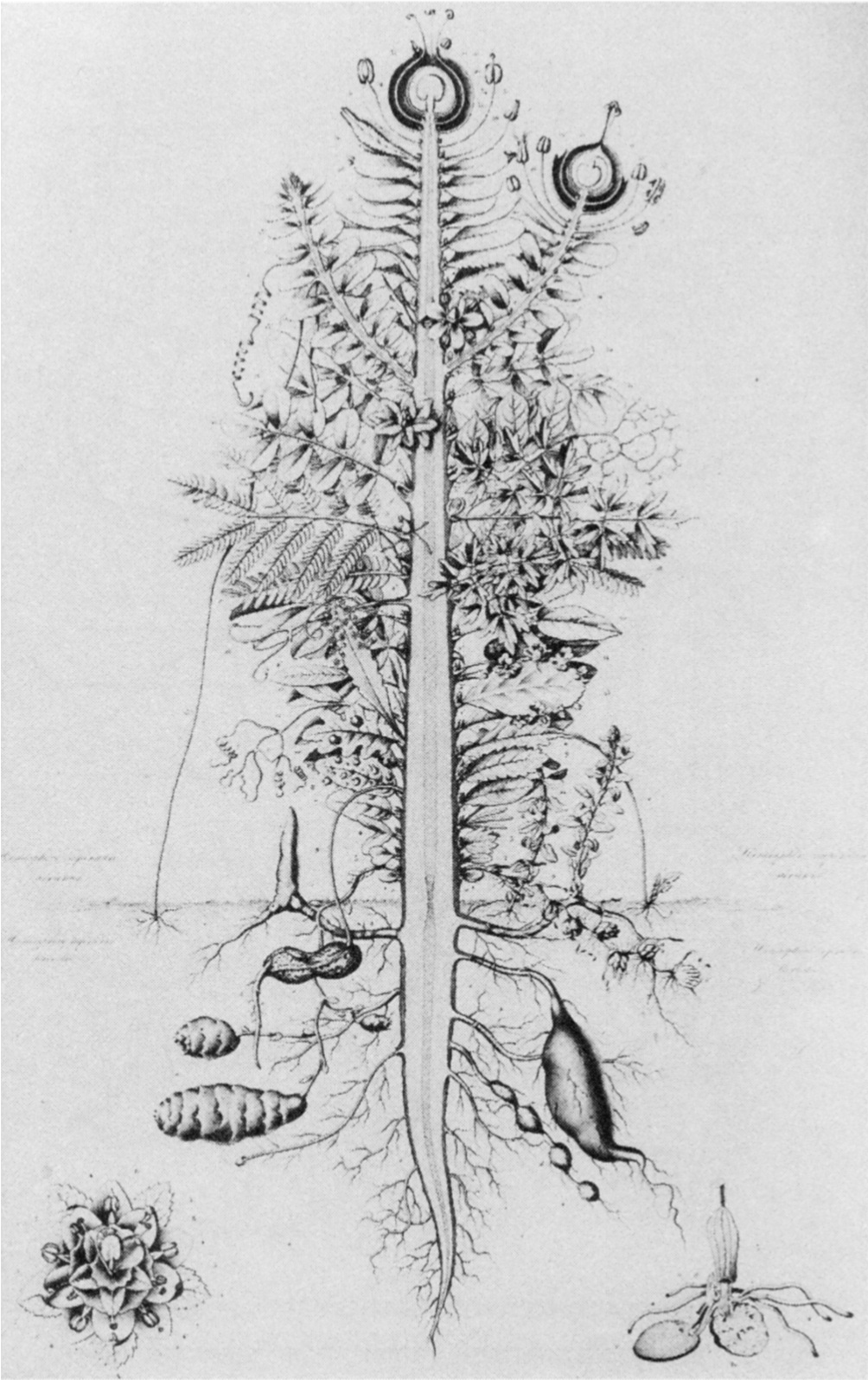

## 参考資料
- Biography of Pierre Turpin